# Bruno Buozzi
Bruno Buozzi, född 31 januari 1881 i Pontelagoscuro, död 4 juni 1944 i Rom, var en italiensk syndikalist och politiker. Han satt i Italiens deputeradekammare för Partito Socialista Italiano (PSI) från 1920 till 1926.

## Biografi
Efter att ha förföljts och dödshotats upprepade gånger av den fascistiska regimen flyttade Buozzi 1926 till Frankrike, där han arbetade för den syndikalistiska organisationen Confederazione Generale del Lavoro (CGdL). Han verkade för de italienska arbetarnas rättigheter, bland annat genom tidningen L'Operaio Italiano. Buozzi, som var aktiv antifascist, arresterades av de tyska ockupanterna och utlämnades till Italien, där han internerades i Montefalco. Efter att ha befriats i juli 1943 anslöt han sig till den italienska motståndsrörelsen och strävade efter att återuppliva den italienska fackföreningsrörelsen. I april 1944 greps Buozzi och tretton andra motståndskämpar. De avrättades genom arkebusering i La Storta norr om Rom i början av juni samma år.